# باعنخ (كاهن آمون الأكبر)
باعنخ كان كبير كهنة آمون في طيبة خلال الأسرة الحادية والعشرون.

## الموقع الزمني والنسب
رغم أن كبير كهنة آمون باعنخ (أو بايعنخ) كان يُعتقد عادةً أنه صهر حريحور ووريثه في منصب كبير كهنة آمون في طيبة، إلا أن الدراسات الحديثة التي أجراها كارل يانسن-وينكلن على النقوش والمعالم الباقية التي تركها حريحور وباعنخ في صعيد مصر تشير إلى أن باعنخ كان في الواقع سلف حريحور.
شغل باعنخ العديد من المناصب الرسمية بما في ذلك كبير كهنة آمون، كاتب الملك، نائب الملك في كوش، المشرف على البلاد الأجنبية الجنوبية، مشرف على المخازن وقائد رماة السهام في كافة صعيد مصر. وقد خلفه في المنصب إما حريحور أو ابنه باينجم.

## العائلة
لم يتم تحديد هوية زوجة باعنخ بشكل قاطع. في معبد الأقصر هناك نقش يحتوي على بدايات اسمها ولكن بشكل غير واضح، وتم تفسير هذا على أنه إما "𓎛" (قائمة علامات غاردينر V28، مما يدعم حرري) أو "𓇛" (قائمة علامات غاردينر M29). الحل الأخير يدعم نظرية أن باعنخ كان متزوجًا من سيدة تدعى نجمت. ومؤخرًا، تم اقتراح أن هناك بالفعل سيدتين تدعيان نجمت: الأولى، نجمت "أ"، زوجة باعنخ ووالدة حريحور؛ والثانية، نجمت "ب"، زوجة حريحور.
بينما تظل هوية زوجته غير مؤكدة، فمن المؤكد أنه كان لديه ابن يدعى باينجم.

## النشاط العسكري
في السنة العاشرة من عصر النهضة، قاد باعنخ، بصفته ابن الملك في كوش (نائب الملك في كوش)، جيشًا إلى النوبة بهدف واضح لمقابلة شخص يدعى بانحسي، الذي كان على الأرجح نائب الملك في كوش السابق. قبل حوالي عشر سنوات، تم طرد بانحسي من طيبة بعد دوره في قمع كبير كهنة آمون أمنحتب. ويعتقد أنه عاش في النوبة كعدو للدولة منذ ذلك الحين. رغم أنه غالبًا ما يُفترض أن هدف هذه الحملة كان محاربة بانحسي، إلا أن هذا ليس مؤكدًا.
المصادر في الحقيقة غامضة بشأن هذا الأمر، وقد تكون المناخات السياسية قد تغيرت على مر السنين. هناك بعض الأدلة التي تشير إلى أن باعنخ لم يعد ربما خادمًا مخلصًا لرعمسيس الحادي عشر، مما يسمح بإمكانية أنه كان يتفاوض سرًا مع بانحسي.
كتب إدوارد وينت: "يبدو أن نائب الملك وجيشه النوبي كانوا مخلصين، لأن التعليقات التي أدلى بها خصمه باعنخ في الرسالة رقم 301 كانت مهينة جدًا تجاه الفرعون رعمسيس الحادي عشر". في هذه الرسالة، التي تعرف بالرسالة "LRL no. 21"، يعلق باعنخ:
| باعنخ (كاهن آمون الأكبر) | أما عن الفرعون، فليحيا سالمًا معافىً، كيف يمكنه الوصول إلى هذه الأرض؟ ومن الذي لا يزال الفرعون، فليحيا سالمًا معافىً، يرأسه؟ | باعنخ (كاهن آمون الأكبر) |

في نفس الرسالة ورسالتين أخريين (LRL no. 34 و LRL no. 35) أصدر باعنخ أمرًا إلى كاتب المقبرة ثاروي (= تحتمس) ونجمت وشخص آخر يدعى بايشوبن للقبض سراً على اثنين من رجال الشرطة الميدجاي واستجوابهما بشأن أشياء معينة قالوها:
| باعنخ (كاهن آمون الأكبر) | إذا اكتشفوا أن هذا صحيح، فعليهم وضعهم في سلتين ويجب إلقاؤهم في الماء ليلاً. لكن لا تدع أحدًا في الأرض يعلم. | باعنخ (كاهن آمون الأكبر) |

تم الجدال بأنه، نظرًا لمكانة باعنخ البارزة في ذلك الوقت، فإن السرية كانت تتعلق بالملك فقط. إذا كان هذا صحيحًا، فهذا يعني أن الوضع السياسي في ذلك الوقت كان معقدًا للغاية. ومع الأسف، بسبب الطبيعة المحدودة جدًا للمصادر، تظل العلاقات الدقيقة بين الشخصيات الرئيسية الثلاثة، باعنخ، بانحسي، ورعمسيس الحادي عشر غير واضحة. بعض العلماء يعتقدون أن الحملة النوبية كانت جزءًا من صراع على السلطة بين كبير كهنة آمون ونائب الملك حاكم كوش. ومع ذلك، من الممكن بنفس القدر أن باعنخ جاء لإنقاذ بانحسي ضد عدو مشترك. الفعل الذي غالبًا ما يُترجم إلى "يهاجم" يعني فقط "يُقابل/يذهب إلى". في الحقيقة، لا الهدف من الحملة ولا نتيجتها مؤكدين.

## باعنخ وجبانة طيبة
يبدو أنه في ظل فترة حكم باعنخ، بدأت الجهود لتحديد وفتح القبور القديمة، إما لحمايتها من انتهاكات القبور أو لاستخدام الكنوز المدفونة لتمويل شؤون الدولة. في النهاية، قام كهنة آمون بتفتيش الوديان للعثور على القبور؛ وتم تجريد القبور والمومياوات من الكنوز، وأُعيد لفهم ووضعهم في مقابر جماعية.

## قراءات إضافية
- موريس إل. بيرير، هريري، زوجة كبير الكهنة بايعنخ، JNES 32 (1973)، 311
- جيرارد ب.ف. بروكمان، مؤسسو الأسرة الحادية والعشرين وعلاقاتهم العائلية، GM 191 (2002)، 11-18
- أرنو إيجبرتس، باعنخ، حريحور، تحتمس وبوتحمون: نظرة جديدة على O. Cairo CG 25744 و 25745، GM 160 (1997)، 23-25
- جيرمي جولدبيرج، هل كان باعنخ ابن حريحور؟، GM 174 (2000)، 49-58
- ستيفن ر.و. جريجوري، باعنخ وحريحور: الفن، أوستراكا والانضمام في المنظور، مجلة علم المصريات برمنغهام 2013، 1: 5-18
- كارل يانسن-وينكلن، نهاية المملكة الحديثة، Zeitschrift für Ägyptische Sprache und Altertumskunde ZÄS 119 (1992)، 22-37
- جينيفر بالمر، كبار كهنة آمون في نهاية الأسرة العشرين، مجلة علم المصريات برمنغهام 2014.2، 1-22
- ف. بولاتشيك، بعض الملاحظات حول "المحاكمات السرية" في مصر القديمة، CdÉ 37 (1962)، الصفحات 23-30.
- أورسولا ريسلر-كولر، بيعنخ - نجموت - عنخف إن موت - مسألة صغيرة، GM 167 (1998)، الصفحات 7-8.
- رمضان السيد، بيعنخ، ابن حريحور، BIFAO 78 (1978)، الصفحات 199-218.
- جون تايلور، ندجموت، بيعنخ وحريحور: إعادة النظر في نهاية المملكة الحديثة، في كريستوفر ج. آير (محرر)، أعمال المؤتمر الدولي السابع لعلماء المصريات، لوفن 1998، الصفحات 1143-1155.
- أد تيس، المسيرات المضطربة لأمنحتب وبنيهسي: رئيس كهنة آمون ونائب الملك في كوش في عهد آخر ملوك الرعامسة، SAK 31 (2003)، الصفحات 289-306.